# Oscar Bonello
Oscar Bonello (Buenos Aires, 10 de mayo de 1940) es un ingeniero, inventor, escritor, investigador y profesor universitario argentino. Es notable por sus contribuciones en audio, acústica, electroacústica y psicoacústica.

## Biografía

### Formación y primeros trabajos
Oscar Bonello nació en Buenos Aires el 10 de mayo de 1940, cursó estudios en la Escuela Normal de Profesores Mariano Acosta y luego en la Universidad de Buenos Aires, en la Facultad de Ingeniería. 
En 1969 obtuvo el título de Ingeniero en Electrónica y luego continuó estudios de posgrado en Teoría de dispositivos de Estado Sólido con Alberto Bilotti (Universidad Nacional de La Plata) y de Teoría y Programación de Microprocesadores con Antonio Quijano, director del CETAD, Universidad de la Plata. Finalmente decide especializarse en Teoría de Circuitos, Acústica y Electroacústica y esto lo hace como autodidacta. Se interesó particularmente por la Psicoacústica investigando la forma en que el oído percibe la calidad del sonido de la música y la palabra.
Desde los 11 años mostró temprano interés en el campo del sonido comenzando a construir amplificadores de audio y sistemas de parlantes. Siendo aún estudiante secundario publicó en 1957, a los 17 años, su primer trabajo en una revista académica sobre un medidor de distorsión que había diseñado y construido.

En 1958, a los 18 años, fue contratado para diseñar una nueva línea de receptores de radio utilizando los entonces novedosos transistores. Proyectó y dirigió su fabricación en serie. Más tarde, con dos socios, inició la fabricación de receptores de radio para automóvil transistorizados, siendo la primera industria de esta clase en América Latina.
En 1963 realizó un estudio sobre la Impresión Accidental en cintas magnéticas. Las experiencias realizadas demuestran las diferencias entre la grabación con bias y la impresión accidental con campos de baja intensidad. Demostró la posibilidad de eliminar el efecto de eco en las grabaciones magnéticas de interés histórico.
En 1965 proyectó los equipos electrónicos y la acústica de un estudio de grabación de sonido para cinematografía, éste fue el Estudio Syncroson inaugurado en 1967 . Además diseñó íntegramente su consola de audio, el sistema de grabación óptica sobre película cinematográfica y un grabador magnético en cinta perforada, tecnologías fabricadas por primera vez en Argentina.
En 1967 diseñó y equió con una consola de audio de ocho canales al Estudio de Grabación de Sicamericana, editor del sello Music Hall, que fue el primer estudio argentino en grabar en 8 canales.
 
La aplicación de nuevas ideas en el diseño permitió lograr un alto nivel de calidad de sonido. Por esta razón la consola estuvo en operación durante 25 años, grabando 1500 álbumes y logrando 
registros de todos los grandes músicos argentinos de ese período. La calidad de sonido lograda ha permitido posteriores reediciones en CD.
También equipó los Estudios Take One con la primera consola de 24 canales de Argentina y con una vasta labor en grabaciones de música medieval y renacentista con el sello Discos Qualiton. 
 
En estos estudios empleó una tecnología de tratamiento acústico creada por él: los paneles PAANS que permiten una rápida construcción de los estudios. Los paneles acústicos fueron luego utilizados en numerosas aplicaciones en salas de conferencias y estudios de grabación y radiodifusión.
En 1969, en sociedad con María Teresa su esposa, fundó la empresa privada Solidyne con laboratorios de investigación propios. El laboratorio, equipado con instrumental avanzado y continuamente renovado, se ha financiado durante más de 50 años con la venta de productos electrónicos de audio profesional fabricados integralmente en la empresa y basados en sus invenciones y creaciones. Este modelo de empresa fue presentado muchas veces como una solución para el avance de los países en desarrollo. Han trabajado en estos laboratorios numerosos ingenieros, becarios y estudiantes de tesis provenientes de otros institutos de investigación y universidades, permitiendo formar a nivel posgrado a ingenieros en electrónica y acústica. A esta empresa se unieron años después, en calidad de socios, Ricardo Sidoti, gerente de producción y José Diaz Salazar, gerente de finanzas. También sus hijos colaboraron con aportes tecnológicos en diversos proyectos y en viajes al exterior representando a la empresa. Ambos a su vez han creado nuevas empresas de innovación.

### Labor profesional y científica desde 1970
En 1971 obtuvo su primer patente de invención por los atenuadores foto-resistivos. Una invención que permite controlar el nivel de audio sin tener contactos mecánicos sujetos a desgaste. En 1973 se emprendió a crear una línea de instrumental de medición para Audio y Electroacústica. Desarrolló y produjo un Generador de Audio profesional y un Medidor de Distorsión Armónica, empleados en laboratorios de Universidades e Institutos de investigación. A esto se agregó posteriormente un Monitor de Modulación de AM y más tarde creó un monitor de modulación de FM basado en una nueva tecnología que elimina la necesidad de instalarlo en la planta transmisora, pues funciona en forma remota midiendo la señal de aire de FM y procesándola en una PC. Una versión mejorada de esta tecnología fue introducida posteriormente en procesadores de audio combinados con monitor de FM para medir 24 parámetros de emisión.
En 1974 patentó una tecnología de matrices de audio de estado sólido (matrices MACCORD) para reemplazar el antiguo Panel de conexiones mecánico en instalaciones de audio y radiodifusión. Posteriormente mejoró el diseño de estas matrices para poder manejar centrales de comunicaciones completas en las que intervienen líneas telefónicas, enlaces de microondas, VHF y satélites. Estos sistemas son instalados en el Centro de Comunicaciones de la Armada Argentina, Aeropuerto de Ezeiza, Empresa Nacional de Telecomunicaciones, Prefectura Naval Argentina, y Gendarmería Nacional.
En este período publicó numerosos trabajos técnicos y científicos que hoy son usados como referencia.
Siendo muy conocidos sus trabajos sobre el diseño de parlantes y gabinetes. En el campo de la grabación del sonido creó un nuevo tipo de ecualizador paramétrico que es configurable en forma modular.
También analizó la teoría de circuitos de los filtros activos con descubrimientos acerca del efecto de multiplicación de distorsión.
En 1976 publicó un trabajo acerca de los sistemas de procesado de audio en emisoras de AM describiendo las técnicas de simetrización de picos y la manera de realizar mediciones exactas que permitan una predicción científica de las mejoras obtenidas con procesado de audio.
Más adelante perfeccionó nuevas tecnologías de control computado en procesadores de audio basados en su experiencia en Psicoacústica.
En 1977 ganó un concurso para diseñar y fabricar el sistema de audio requerido para transmitir al exterior la Copa Mundial de Fútbol de 1978 realizada en Argentina. Fue la primera vez que un país latinoamericano encaraba un proyecto de esta magnitud con tecnología propia, manejando 560 canales de sonido con procesadores de audio individuales.
El diseño acústico de los estudios de grabación y radiodifusión ha sido siempre uno de sus objetos de estudio. 

Por eso creó una nueva metodología de diseño basado en paneles normalizados de absorción acústica que se colocan sobre las paredes, denominados PAANS, pudiendo finalizarse el trabajo en un solo día. Un software creado por él permitía predecir el comportamiento de la sala en la etapa de diseño.
En 1979 su empresa decidió incursionar en la fabricación de aparatos telefónicos activos con amplificación electrónica. Para dotar al laboratorio de una forma científica de medición diseñó un oído artificial y un sistema de voz artificial que se construyeron en su laboratorio.

Asimismo se interesó en mejorar la calidad de las transmisiones telefónicas y celulares, cuyo sonido era muy pobre cuando se lo empleaba en reportajes de radio y TV, creando una tecnología denominada VQR (Voice Quality Restoration).
En 1980 introdujo nuevas ideas para mejorar los amplificadores de audio de potencia usando sistemas realimentados con redes de polos y ceros logrando distorsiones por debajo del umbral de audibilidad del oído. Demostró así las ventajas del uso de la realimentación negativa de doble lazo.
En 1978 Bonello comenzó un nuevo proyecto: el diseño electrónico y mecánico de un grabador profesional de carrete abierto. Para obtener las especificaciones avanzadas que él deseaba ideó nuevos
circuitos por los que obtuvo dos patentes de invención. Esta nueva tecnología permitió el manejo remoto del grabador posibilitando la localización exacta en minutos/segundos de cualquier fragmento grabado. El grabador incluyó además otra nueva tecnología: una segunda computadora analógica, para lograr el ajuste automático del bias y la ecualización para cada rollo de cinta magnética.

### Grabación digital en PC: AUDICOM
A partir del año 1982 el ingeniero argentino Oscar Bonello comenzó a estudiar la posibilidad de crear un sistema que reemplace a la cinta magnética grabando digitalmente los datos sobre discos fijos de computadora. Para ello había que basarse en una plataforma de cómputo que fuera fácil de obtener. Y apostó al éxito de la IBM PC/XT que en 1983 ingresó al mercado. Uno de los inconvenientes era que la velocidad de datos que el audio digital de un CD manejaba era imposible de procesarse con computadoras personales. Aún la IBM XT era incapaz de hacerlo. Tampoco era posible almacenar tal cantidad de datos en los discos duros existentes.
Para solucionar estos problemas se debió crear un sistema de compresión de datos, entonces se recurrió a la psicoacústica y a las curvas de enmascaramiento de bandas críticas, efecto conocido desde 1924, 
pero sin aplicación práctica hasta ese momento. Esta innovadora idea fue luego usada en todos los sistemas de compresión creados posteriormente (incluido el MP3, Dolby, AAC+, Aptx, Opus). Bonello y su equipo crearon una placa de audio con compresión de datos que permitió tener una calidad de sonido similar a un CD. De esta manera fue posible manejar una velocidad de datos compatible con las primeras computadoras personales, permitiendo obtener el primer sistema de grabación y reproducción de audio digital en PC.
Se denominó Audicom y a los efectos de dejar constancia de que no se trataba de un prototipo sino de un producto industrial disponible en todo el mundo se publicó una nota en el AES Journal. Este fue el comienzo del reemplazo del grabador de cinta magnética. Este anuncio internacional se realizó para dejar constancia histórica de esta invención, pues Bonello nunca solicitó ninguna patente entendiendo que debía ser un patrimonio de libre disposición en el mundo. Los comentarios acerca de esta invención también fueron publicados en medios de prensa. El sistema Audicom fue oficialmente presentado en Argentina el 27 de junio de 1989 en la Secretaría de Comunicaciones, en Buenos Aires, hoy Palacio Libertad.

### Bonello Criterion
El interés en lograr estudios de sonido de alta calidad lo llevó a estudiar y resolver el tema de los modos naturales de resonancia de recintos rectangulares para lograr una buena acústica; un antiguo problema sin solución. Finalmente obtuvo la manera de diseñar las salas mediante el "criterio de la densidad de modos", que hoy se lo conoce como "Bonello Criterion". La nueva idea que él introduce es considerar el tema desde 
un punto de vista psicoacústico en lugar de hacerlo como una función de distribución estadística. Este criterio es hoy la técnica de cálculo empleada en el diseño de estudios de sonido formando parte de casi todos los programas de software para cálculos acústicos. Por ese motivo fue incluido en numerosos libros de texto universitarios de Estados Unidos y Europa.

### Procesadores de audio-enmascaramiento por ráfaga
La creciente instalación de procesadores de audio en emisoras de FM permitió a los ingenieros de radio notar que aumentaban el alcance de la radio, llegando a zonas a las que antes no eran escuchadas. Pero este efecto era negado por muchos ingenieros debido a que la potencia transmitida en FM no aumenta con la modulación. Esta discrepancia siempre motivó la curiosidad de Bonello quien estudió esta paradoja encontrándole la solución y publicando un estudio matemático en 2007 que demuestra el mecanismo por el cual el alcance de la radio de FM aumentaba. De esta manera quedó cerrada definitivamente la divergencia entre ingenieros que había durado 35 años. Posteriores investigaciones en el campo del procesado del sonido lo llevaron en 2013 a crear una nueva tecnología, en la cual los procesadores analizan digitalmente la señal irradiada por la antena para corregir desviaciones de frecuencia y fase que reducen la calidad del sonido. Publicó esta tecnología sin patentarla para que sea de dominio público.
Su interés en estos temas lo llevó a estudiar las teorías sobre el comportamiento de la membrana basilar del oído interno. Basado en su idea de que el cerebro realiza el análisis de los impulsos nerviosos
en forma progresiva, creó un experimento para mostrar numéricamente la magnitud del fenómeno. Con un grupo de voluntarios realizó ensayos que confirman el comportamiento auditivo que 
denominó enmascaramiento por ráfaga.

## Participación en sociedades científicas y docencia
Desde 1972 participa activamente en el IEEE en Argentina tanto en el país como en Estados Unidos, siendo nombrado Senior Member en 1978 y dos veces vicepresidente de la sección Argentina en 1983-84 y 1987-88. Ha organizado como Paper Chairman la conferencia internacional del IEEE en Buenos Aires, Latincom 88, en el Centro cultural General San Martín.
Es activo colaborador de la AES (Audio Engineering Society), de la que es Fellow Member desde 2007, habiendo presentado numerosos trabajos en el AES Journal y en conferencias internacionales de la AES. 
Es socio fundador, en mayo de 1976, de la Asociación de Acústicos Argentinos (AdAA) para la cual ha colaborado en la organización de numerosas Jornadas de Acústica como papers chairman. Ha sido durante varios períodos vicepresidente y ha dado conferencias, seminarios y cursos. 
Es miembro de la Acoustical Society of America, ASA, Estados Unidos, desde 1971 y de SMPTE, Estados Unidos (Society of Motion Picture and Television Engineers).
También ha sido miembro de la comisión directiva del Consejo Profesional de Ingeniería y de la Cámara de Industrias Electrónicas, CADIE. Es también miembro de honor de CADAE (Cámara de Ingenieros en Acústica), Argentina.

## Actividad docente
Desde muy joven comprende que la enseñanza y divulgación de la ciencia y la tecnología son fundamentales para el desarrollo de las naciones.

Bonello viene de una familia de maestros y profesores (sus padres lo eran). Sus estudios los realiza en el Colegio Mariano Acosta y su constante frecuentación 
de cursos y conferencias del Profesorado en Física despertaron tempranamente su fascinación por las Ciencias Exactas y por su enseñanza. Por eso comienza en 1980-85 dictando cursos de Audio Profesional 
en el Centro Argentino de Ingenieros. Están destinados a profesionales graduados pero también siguen sus clases profesionales de otras disciplinas interesados en estos temas. 
Brinda conferencias y cursos en Argentina y el Exterior en instituciones como Radio France, Paris-1991, INTI - Argentina, IEEE Argentina, Asociación de Acústicos Argentinos, Consejo Profesional 
de Ingeniería Electrónica, Facultad de Arquitectura-UBA, Universidad Nacional 3 de Febrero, Universidad Católica de Chile, Universidad Nacional de la Patagonia, Universidad Nacional de Córdoba, 
Jornadas CADAE, Asociación de Radios Uruguayas, etc 
En 1981 es invitado por las autoridades de la Universidad Tecnológica Nacional en Buenos Aires a crear la materia: Sistemas de Sonido en dicha casa de Estudios. Él acepta y a partir de 
1982 es Profesor Titular de esa materia. En 1985 es confirmado por Concurso público de oposición. En 1989 renuncia para concentrar esfuerzos en su cátedra de la UBA, 
continuando con esta materia su profesor adjunto. 
Entre 1986-2005 es Profesor Titular por Concurso de las materias Acústica y Electroacústica en la Facultad de Ingeniería de la Universidad de Buenos Aires, FIUBA Ha creado los
programas de ambas materias adaptándolas a los últimos descubrimientos de estas dos asignaturas y ha contribuido en la formación académica de los ingenieros que lo acompañaron en su labor docente. 
También dirige las tesis de grado que son habituales en esta cátedra. Varios de los egresados hoy ocupan importantes cargos docentes y en investigación. 
Fue Profesor Invitado de la Pontificia Universidad Católica de Chile, en noviembre de 1985 y en la Universidad de Córdoba (CIAL).

## Premios y distinciones Obtenidas
- Mención de Honor - Concurso Nacional de Diseño Industrial. Instituto Nacional de Tecnología Industrial INTI, Argentina, 1973.
- Senior Member - Institute of Electrical and Electronic Engineers (IEEE), Estados Unidos, 1978.
- Primer Premio: concurso nacional de Innovación Tecnológica (Fundación Banco Crédito Argentino). Argentina, 1992.
- Premio de Honor a la Continuada Innovación Tecnológica, Del Banco Francés. Argentina, 1997.
- Fellowship Award de la Audio Engineering Society AES por trabajos en Audio y Acústica. Nueva York, Estados Unidos, 2007.
- Primer Premio: a la Trayectoria de Innovación en Radiodifusión, Consejo Profesional de Ingeniería Electrónica de Argentina, 2009.
- Primer de la Asociación de Acústica de Argentina (AdAA) a las contribuciones en el campo de la Acústica y Electroacústica, 2018.
- Primer Premio Nacional: a la mejor empresa exportadora otorgado a Solidyne, su empresa, por haber exportado tecnología a más de 65 países. Banco ICBC, 2018.

## Patentes de invención
- Atenuador Fotorresistivo. 1971. Patente: 184.619
- Una matriz de conmutación. 1974. Patente: 198.911
- Disposición de híbrido electrónico para aparatos telefónicos. 1979. Patente: 215.101
- Disposición de circuito eléctrico con transformador de audio de flujo virtual. 1980. Patente: 217.193
- Disposición de circuito para grabación magnetofónica. 1980. Patente: 218.707
- Sistema de multiplexado para conmutación de señales de audio y telefónicas. Patente: 236.414
- Sistema electrónico para reserva de energía en emergencia. Patente: 237.296
- Computador con sistema de inteligencia artificial para manejo de Agenda telefónica. Patente: 237.301
- Atenuador de audio Electrostático, sin contactos móviles, Patente AR0 39893B1

## Libros publicados
- Audio profesional, Arbó Editores, Buenos Aires, 1984.
- Audio profesional II, Arbó Editores, Buenos Aires, 1985.
- La Aventura del sonido y la música, Libreria y Editorial ALSINA, 2012, ISBN 978-950-553-226-1.